# 漢特峰
67°18′S 68°2′W / 67.300°S 68.033°W
漢特峰是南極洲的山峰，位於阿德萊德島東部，處於斯通豪斯灣入口處北部，海拔高度610米，該山峰在1909年由讓-巴蒂斯特·夏古率領的法國探險隊發現。